# Der Unverbesserliche
Der Unverbesserliche (Originaltitel: L’Incorrigible) ist eine französische Filmkomödie von Philippe de Broca aus dem Jahr 1975 mit Jean-Paul Belmondo und Geneviève Bujold in den Hauptrollen.

## Handlung
Victor Vauthier hat nach drei Monaten Haft gerade erst das Gefängnis verlassen, als er schon wieder in alte Verhaltensmuster zurückfällt. Er schlüpft in verschiedene Rollen, um anderen Personen Dinge zu verkaufen, die ihm nicht gehören. Mit Afrikanern versucht er, Kriegslieferungen auszuhandeln, und er verkauft zum wiederholten Male das Haus einer seiner Geliebten. Bei einem Bootsverkauf gelingt es dem Frauenheld zudem, eine kurze Affäre mit der Frau des Hereingelegten zu beginnen. Anschließend kehrt er zu seiner eigenen Unterkunft zurück, einem umgebauten Wohnwagen, in dem er mit dem selbstgewählten Eremiten Camille lebt. Eines Tages erhält Victor Besuch von seiner Bewährungshelferin Marie-Charlotte Pontalec. Er verwirrt sie mit seinen zahlreichen Masken, zumal er parallel zu dem Gespräch ein Rüstungsgeschäft mit den Afrikanern abzuschließen versucht, während er sich ihr gegenüber als Rosenzüchter mit schwieriger Kindheit ausgibt. Als er sie wiedersehen will, teilt sie ihm mit, sie sei verhindert wegen eines Klassikkonzerts, zu dem dann überraschend Victor in großer Robe erscheint. Er konnte sogar beste Plätze im Parkett organisieren, war er doch mit der Sängerin Tani Negulesco vor drei Jahren mal zusammen.
Nach dem Konzert bringt er Marie-Charlotte nach Hause. Sie bestellt ihn für den nächsten Tag in ihr Büro, wo sie mehr über ihn wissen will. Von Camille weiß sie, dass er seit 15 Jahren arbeitslos ist und zwischendurch wegen Raubes fünf Jahre im Gefängnis war. Victors Lebenslauf weise jedoch erhebliche Lücken auf, so wisse sie nicht, was er in seiner Jugend getan habe. Er führt sie zu einem Zirkus, wo sie erfährt, dass er im Alter von 14 Jahren von den Zirkusleuten im Schnee schlafend aufgefunden wurde. Ob dies wahr ist, weiß sie allerdings nicht; sie genießt dennoch den Abend im Zirkus. Um Victor und den Zirkusleuten eine Freude zu machen, nimmt sie sie mit zu sich nach Hause. Ihr Vater ist Verwalter des Museums von Senlis. Marie-Charlotte stellt die Alarmanlage aus und führt ihre Gäste durch einen Nebeneingang in das Museum. Hier hängt ein dreiteiliger El Greco, den sie stolz vorzeigt. Als Victor Camille am nächsten Tag davon erzählt, plant der sofort den Raub des Gemäldes. Er lässt die Eltern von Marie-Charlotte zu einem vermeintlichen Essen mit dem Minister rufen und will Victor mit ihr in die Oper schicken, doch Marie-Charlotte entscheidet sich dafür, lieber mit Victor zu Hause zu speisen. So kommt es zu zahlreichen Pannen beim Gemäldediebstahl, der am Ende jedoch gelingt.
Camille lässt einen Seitenflügel zum Kulturminister bringen, der die Echtheit des Werkes bestätigen lässt. Anschließend fordert Camille für die Übergabe des zweiten Flügels 500.000 Francs sowie für das Mittelteil weitere 500.000 Francs (im frz. Original 500 Millionen Francs, im Jahr 1975 etwa 300 Millionen DM). Die erste Rate erhält Victor in Verkleidung. Als er jedoch in der Zeitung liest, dass Marie-Charlotte bei der Befragung angab, in der Tatnacht allein gewesen zu sein, erkennt er, dass sie ihn lieben muss, weil sie für ihn gelogen hat. Nun will er alles ungeschehen machen und bringt Marie-Charlotte das Geld. Die will viel lieber mit ihm gemeinsame Sache machen und schließt das Geld in einem Schließfach ein. Victor gibt sie heimlich den Schlüssel eines zweiten Schließfachs und transferiert das Geld später auf ihr eigenes Konto. Auf die zweiten 500.000 Francs verzichtet die Diebesbande, um nicht in die Falle des Polizeipräfekten zu geraten. Als Victor und Camille erkennen, dass sie von Marie-Charlotte reingelegt wurden, sind sie zunächst empört, doch Marie-Charlotte will den Reichtum mit ihnen teilen. Alle reisen in den Süden. Hier hat Camille bald genug, weil er wegen jeder Geldausgabe bei Marie-Charlotte betteln muss. Victor wiederum fühlt sich von ihr bald bevormundet, so dass beide Männer am Ende zurück zu ihrem Wohnwagen gehen.

## Produktion

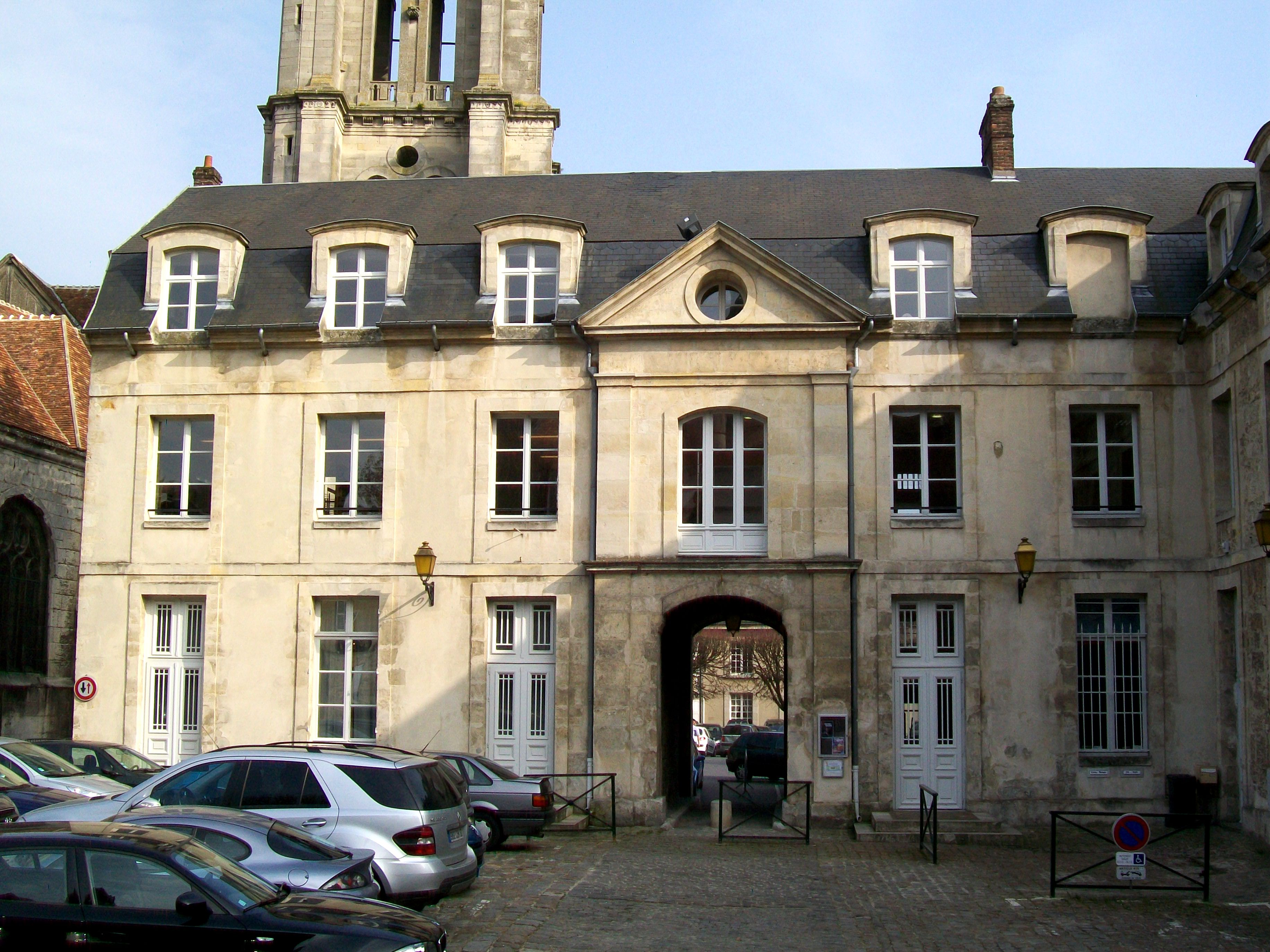
Die Bibliothek von Senlis, im Film das Museum

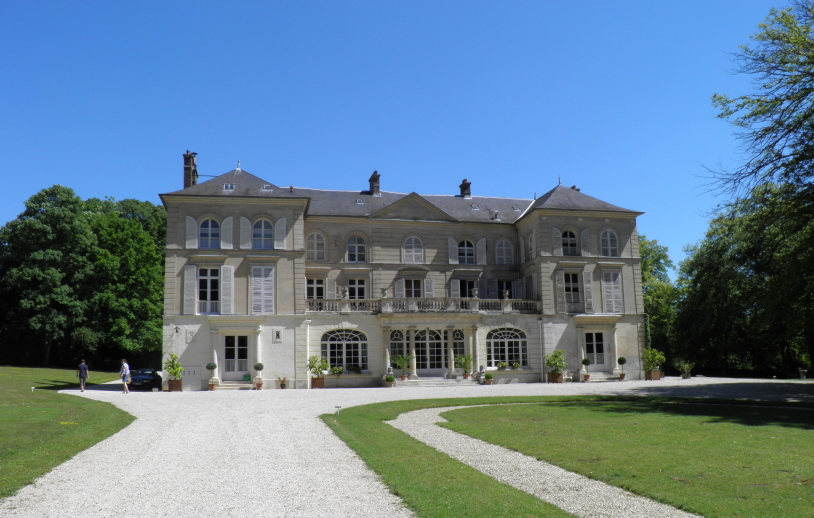
Das Château de Valgenceuse, im Film der Wohnsitz des Ministers

Der Unverbesserliche beruht auf dem Roman Ah mon pote von Alex Varoux. Der Film wurde unter anderem in Paris, am Flughafen Orly sowie in Senlis gedreht. Marie-Charlottes Wohnung und das Museum von Senlis fanden sich dabei in der örtlichen Bibliothek. Als Anwesen des Ministers diente das Château de Valgenceuse in Senlis, Szenen um den Zirkus entstanden in der Kathedrale des Ortes.
Der Film lief am 15. Oktober 1975 in den französischen Kinos an. Am 16. Dezember 1975 kam er in die Kinos der Bundesrepublik, ab dem 20. Januar 1978 war er in den Kinos der DDR zu sehen. 2004 erschien der Film auf DVD.

## Synchronisation
| Rolle                    | Darsteller         | Synchronsprecher BRD    | Synchronsprecher DDR |
| ------------------------ | ------------------ | ----------------------- | -------------------- |
| Victor Vauthier          | Jean-Paul Belmondo | Rainer Brandt           | Kurt Kachlicki       |
| Camille                  | Julien Guiomar     | Arnold Marquis          | Walter Niklaus       |
| Marie-Charlotte Pontalec | Geneviève Bujold   | Evamaria Miner          | Angelika Waller      |
| Raoul                    | Charles Gérard     | Friedrich W. Bauschulte | Bert Brunn           |
| Polizeipräsident         | Daniel Ceccaldi    | Klaus Miedel            | Heinz Behrens        |
| Minister                 | Michel Beaune      | Christian Rode          |                      |
| Tatiana Negulesco        | Andréa Ferréol     | Beate Hasenau           |                      |

## Kritik
„Eine mit viel Routine überwiegend unterhaltsam inszenierte Komödie, temporeich, mit brillanten Einfällen. Ohne nennenswerten Tiefgang, aber wohltuenderweise auch ohne den Anspruch, allzu ernst genommen zu werden.“

„Flotte Komödie mit hübschen Einfällen. Fazit: Unverbesserlich: Da gibt’s nix zu verbessern.“